# HD 10180
HD 10180 è una stella di tipo solare, situata a 128 anni luce di distanza dalla Terra, nella costellazione dell'Idra Maschio. È nota per avere un folto gruppo di pianeti extrasolari che le orbitano attorno, almeno sette, più altri due non ancora confermati che porterebbe il numero totale a nove, rendendolo il sistema planetario conosciuto più numeroso, compreso il sistema solare.

## Osservazione
Nonostante la luminosità e la distanza, HD 10180, di magnitudine apparente 7,33, resta invisibile ad occhio nudo anche in una notte senza gli astri più luminosi, perché il valore massimo per la visibilità degli astri in notti con queste caratteristiche è la sesta magnitudine. Per poterla scorgere è quindi necessario un binocolo o un piccolo telescopio.

## Caratteristiche fisiche
HD 10180 è una stella nana gialla di classe spettrale G1 V, avente dimensioni 1,2-1,52 quelle solari, il che si traduce in un diametro di circa 1,7-2,1 milioni di chilometri.
La massa della stella è 1,05-1,07 volte quella del Sole.
L'astro ha un'età calcolata a circa 7,3 miliardi di anni, quindi l'oggetto è più vecchio della nostra stella.
HD 10180 è situato nella costellazione dell'Idra a 128 ± 3 a.l. (39,4 ± 1 pc) dalla Terra.

## Sistema planetario

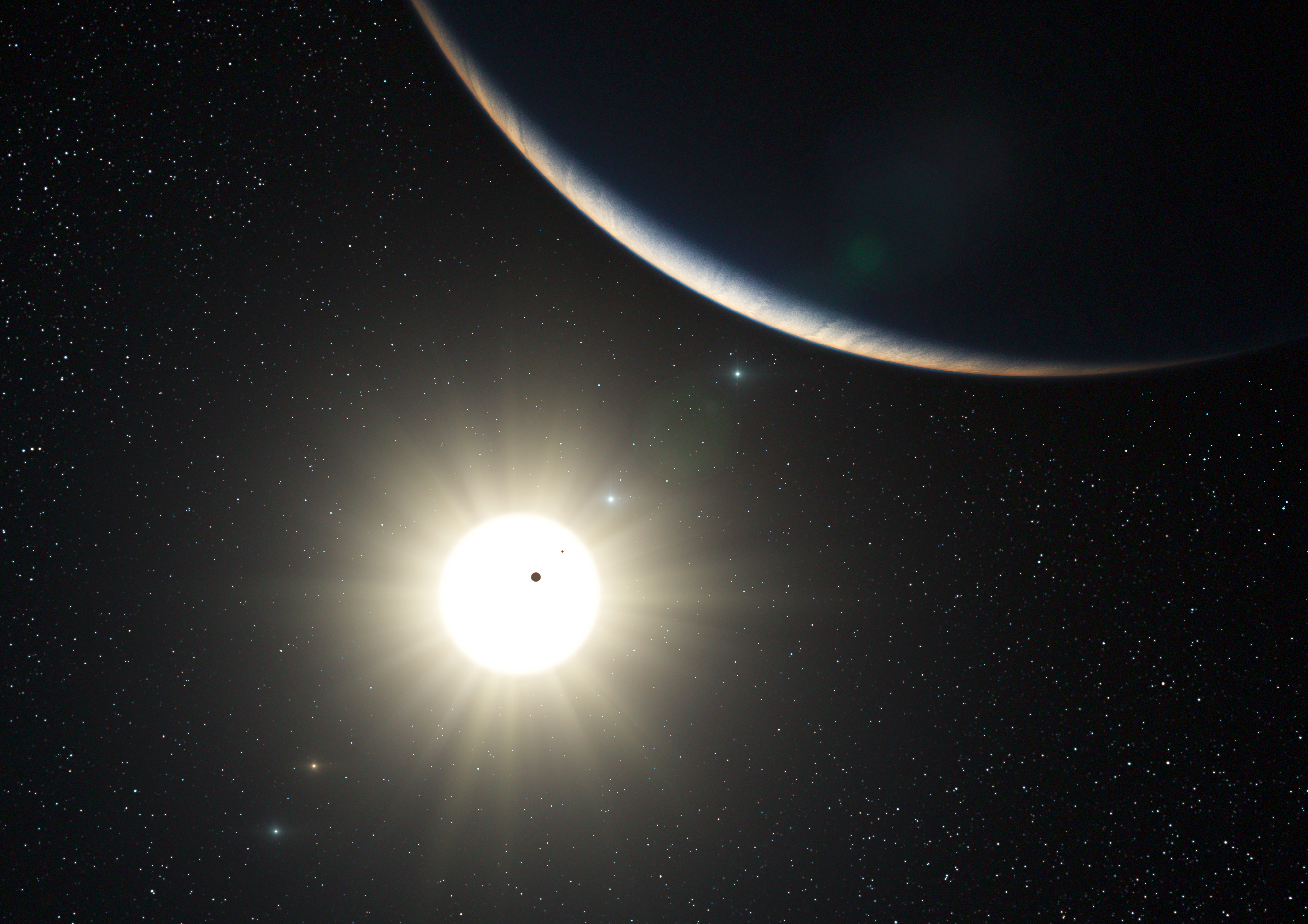
Rappresentazione artistica del sistema planetario di HD 10180.

### Scoperta
HD 10180 e il suo sistema planetario sono stati scoperti nel mese di agosto 2010 da un team di ricerca guidato da Christophe Lovis nell'università di Ginevra.
Il team confermò la presenza di sei dei sette pianeti orbitanti.
I pianeti sono stati rilevati utilizzando lo spettrografo HARPS, in collaborazione con il telescopio ESO di 3,6 metri a La Silla in Cile, utilizzando la spettroscopia Doppler.
Intorno a HD 10180 orbitano sette pianeti confermati. Questo sistema planetario, sino alla scoperta nel 2013 di quello di Kepler-90,  ha rappresentato il maggior numero di pianeti scoperti attorno ad una stella, escludendo quello solare. In passato era 55 Cancri a detenere il maggior numero di pianeti scoperti, in seguito superato da Gliese 581 e Kepler-11.
Il sistema planetario non contiene pianeti in risonanze di moto medio, anche se ha un certo numero di risonanze. Il rapporto approssimativo di periodi di orbite adiacenti sono (procedendo verso l'esterno): 1:5, 1:3, 1:3, 2:5, 1:5, 3:11.
Dal momento che l'inclinazione delle orbite dei pianeti non è nota, solo una massa minima planetaria può essere attualmente ottenuta. Dinamiche simulazioni suggeriscono che il sistema non può essere stabile se le masse dei pianeti veri superassero le masse minime di un fattore superiore a tre (corrispondenti a un'inclinazione inferiore a 20 °, 90 °, dove è edge-on).

### I pianeti

#### Descrizione
HD 10180 b è un oggetto scoperto nel 2010: c'era la possibilità del 1,4% che fosse un falso segnale, comunque la conferma si è avuta nel 2012 da Mikko Tuomi et al.. Il pianeta dista 0,02 UA dalla stella madre e percorre una rivoluzione in poco più di 1 giorno. Ha una massa minima, che corrisponde alla massa della Terra.
HD 10180 c si trova alla distanza di 0,06 UA dalla stella (circa 6 volte più vicino di Mercurio al Sole), impiega 5-6 giorni a ruotare intorno alla stella e ha una massa minima di circa 13 masse terrestri, o 0,04 masse gioviane.
HD 10180 d dista circa 0,1 UA dalla sua stella di distanza, percorre la sua orbita intorno alla stella madre in circa 2 settimane e ha una massa simile a quella di HD 10 180 c.
HD 10180 e dista circa 0,3 UA da HD 10180 (più vicino di Mercurio al Sole), un'orbita intorno alla stella madre dura circa 50 giorni e ha una massa minima di circa 0,08 volte la massa di Giove, quindi è probabilmente un gigante gassoso.
HD 10180 f si trova alla distanza di circa 0,5 UA dalla stella centrale (a meno di Venere dal Sole), un'orbita attorno alla stella madre richiede 100-150 giorni e ha una massa simile a quella di HD 10180 e.
HD 10180 g è distante 1,4 UA dalla sua stella (simile a Marte al Sole), ogni rivoluzione dura 1,5 anni e ha una massa di circa 0,07 masse gioviane. Si trova all'interno della zona abitabile e anche se si tratta probabilmente di un gigante gassoso una sua luna potrebbe avere acqua liquida in superficie.
Per ultimo c'è HD 10180 h, che dista circa 3,4 UA da HD 10180, per un ciclo completo impiega circa 6 anni ed ha una massa di circa 64 masse terrestri.

### Sistema a 9 pianeti
Il 6 aprile 2012 tramite una nuova analisi dei dati, l'astronomo americano ha annunciato tramite un documento accettato da Astronomy & Astrophysics la possibile presenza di due ulteriori pianeti nel sistema di HD 10180, denominati HD 10180 i e HD 10180 j, che sarebbero rispettivamente il terzo e il sesto in ordine di distanza dalla stella madre. Se confermati, così come il pianeta b sul quale è ancora discussione la conferma, la stella sarebbe la prima conosciuta ad avere un numero di pianeti maggiore del sistema solare.

#### Prospetto

Rappresentazione delle orbite dei sette pianeti.

Segue un elenco sui pianeti componenti il sistema di HD 10180.
| Pianeta                   | Massa            | Periodo orb.             | Sem. maggiore        | Eccentricità    | Scoperta |
| ------------------------- | ---------------- | ------------------------ | -------------------- | --------------- | -------- |
| HD 10180 b (non conferm.) | >1,35 ± 0,23 M⊕  | 1,17768 ± 0,00010 giorni | 0,02225 ± 0,00035 UA | 0,0000 ± 0,0025 | 2010     |
| HD 10180 c                | >13,10 ± 0,54 M⊕ | 5,75979 ± 0,00062 giorni | 0,0641 ± 0,0010 UA   | 0,045 ± 0,026   | 2010     |
| HD 10180 i (non conferm.) | >1,9 ± 1,8 M⊕    | 9,655 ± 0,072 giorni     | 0,0904 ± 0,047 UA    | 0,05 ± 0,23     | 2012     |
| HD 10180 d                | >11,75 ± 0,65 M⊕ | 16,3579 ± 0,0038 giorni  | 0,1286 ± 0,0020 UA   | 0,088 ± 0,041   | 2010     |
| HD 10180 e                | >25,1 ± 1,2 M⊕   | 49,745 ± 0,022 giorni    | 0,2699 ± 0,0042 UA   | 0,026 ± 0,036   | 2010     |
| HD 10180 j (non conferm.) | >5,1 ± 3,2 M⊕    | 67,55 ± 1,28 giorni      | 0,330 ± 0,016 UA     | 0,07 ± 0,12     | 2012     |
| HD 10180 f                | >23,9 ± 1,4 M⊕   | 122,76 ± 0,17 giorni     | 0,4929 ± 0,0078 UA   | 0,135 ± 0,046   | 2010     |
| HD 10180 g                | >21,4 ± 3,4 M⊕   | 601,2 ± 8,1 giorni       | 1,422 ± 0,026 UA     | 0,19 ± 0,14     | 2010     |
| HD 10180 h                | >64,4 ± 4,6 M⊕   | 2 222 ± 91 giorni        | 3,40 ± 0,11 UA       | 0,080 ± 0,070   | 2010     |